# Monte Rotondo (Livorno)
Il Monte Rotondo, o Monterotondo, è una collina appartenente al complesso dei Monti livornesi, all'interno del comune di Livorno, caratteristico per la sua forma incredibilmente rotonda. Alto solamente 149 m s.l.m., il rilievo non è di certo tra i più elevati, ma senz'altro è tra i più conosciuti e ricchi di storia.

## Geografia
Il Monte Rotondo si trova nella parte centrale delle colline livornesi. Pur essendo molto basso, si erge in modo imponente essendo l'ultimo, grande rilievo che si spinge più a nord verso Rio Ardenza. Caratteristico per la sua forma tipicamente rotonda, la sua sommità è raggiungibile attraverso un largo sentiero a tornanti.
I piedi della collina sono bagnati dal Botro del Molino, il maggiore affluente del Rio Ardenza. Il rilievo è oggetto di numerose escursioni da parte del C.A.I. di Livorno.

## Storia
I primi insediamenti sul Monte Rotondo risalgono all'età della pietra. Alcuni ritrovamenti alla base della collina hanno accertato che durante il Paleolitico e il Mesolitico la zona era abitata. Assai più scarse sono invece le notizie che riguardano il Neolitico.
Tra il Barocco e l'Illuminismo la passione dei ricchi borghesi per le vacanze in campagna spinse gli architetti a costruire lussuose ville sulla collina. Proprio sulla sommità si erge la famosa Villa Dupouy (da qui il secondo nome dell'altura), che risulta assai rovinata e urgono immediati restauri; nei pressi si trovano le ville Rodocanacchi e Maurogordato.